# Lambert de Sayve
Lambert de Sayve, aussi appelé Saive né en 1548 ou 1549 à Saive en principauté de Liège et mort en 1614 à Linz, est un compositeur et maître de chapelle de l'école franco-flamande.

## Biographie
Lambert de Sayve a probablement reçu sa formation à la maitrise de l'ancienne collégiale Saint-Martin, comme aussi son frère ainé Mathias de Sayve. Déjà en 1562, donc à l'age de 13 ans il chante dans la chapelle impériale de Vienne. En 1569, il devient maître de chant à l'abbaye de Melk, et de l'école de l'abbaye de Melk, qu'il avait déjà fréquentée comme élève. Dans les années 1570 à 1571, il accompagne l'archiduchesse Anne d'Autriche à son mariage avec le roi Philippe II d'Espagne. De 1577 à 1582, Sayve est au service de l'archiduc Charles II d'Autriche-Styrie à Graz. À partir de 1583, il devient maitre de chapelle à la cour de Matthias Ier de Habsbourg. Matthias est couronné en 1612 empereur du Saint-Empire romain germanique à Francfort, occasion pour laquelle Sayve compose le motet „Regna triumphalem“. Après le couronnement, Lambert de Sayve devient maître de la chapelle impériale de Vienne. Il assiste à la diète d'Empire de 1613 à Ratisbonne. Au retour le convoi impérial fait station à Linz pour passer l'hiver. Le 13 février 1614 Sayve rédige son testament et meurt quelques jours plus tard.
Son frère Mathias de Sayve (avant 1550-1619) était également actif à la chapelle de la cour viennoise, entre-temps il était employé comme maître des chœurs à Salzbourg (1606-1608) avant de travailler à la chapelle impériale jusqu'en 1617.

## Œuvres (choix)
- 3 motets (déjà publiés dans les livres Giovanelli en 1568)
- Primo libro delle canzoni napolitana (Vienne 1582)
- Messe à 16 voix, Missa super Dominus regnavit (pour le couronnement de Matthias, 1612)
- Messe à 14 voix, Missa super Omnes gentes
- Messe à 5 voix, Missa super Lyram pulset
- De nombreux autres motets, comme De confessoribus ou Adorans Daniel Deum
- Teutsche Liedlein (1602)
- Chœur à 5 voix, Maria rein mit dein Sohn gmein (1604)
- Crucifixus (1605)
- La collection Sacrae symphoniae (Abbaye de Louka (de), 1612) pour 4-16 voix, est considéré comme son œuvre majeure.